# Ines Geißler
Ines Geißler, née le 16 février 1963 à Marienberg (RDA), est une nageuse est-allemande, spécialiste des courses de papillon.
Elle est championne olympique du 200 mètres papillon aux Jeux olympiques de 1980 à Moscou.

## Palmarès

### Championnats d'Europe
- Championnats d'Europe 1981 à Split (Yougoslavie) :
  -  Médaille d'or du 200 m papillon ;
  -  Médaille d'or du relais 4 × 100 m 4 nages ;
  -  Médaille d'argent du 100 m papillon.
- Championnats d'Europe 1983 à Rome (Italie) :
  -  Médaille d'or du 100 m papillon ;
  -  Médaille d'or du relais 4 × 100 m 4 nages ;
  -  Médaille d'argent du 200 m papillon.